# Freden i Paris (1814)
 For alternative betydninger, se Freden i Paris. (Se også artikler, som begynder med Freden i Paris)
Freden i Paris (1814) blev undertegnet den 30. maj 1814 og afsluttede den Sjette koalitionskrig mellem på den ene side Frankrig og på den anden Sverige, Storbritannien, Rusland, Preussen og Østrig. Koalitionen vandt krigen, hvilket førte til, at Napoleon abdikerede den 11. april 1814 og blev landsforvist til øen Elba.
Sveriges overlod Guadeloupe, som landet tidligere var blevet overdraget af Storbritannien, til Frankrig mod, at Frankrig på sin side anerkendte Norges forening med Sverige.

## Se ogå
- Napoleonskrigene